# Šebastovce
Šebastovce, do roku 1948 Žebeš  (v minulosti Zebes, Zsebes) jsou městská část Košic, součást okresu Košice IV.

## Polohopis

### Ulice
Šebastovská, Podbeľová, Bazalková, Repíková, Rozmarínová, Prasličková, Papradia, Harmančeková, Ďatelinová, Levanduľová

### Vodní toky
- Valalický kanál

### Vodní plochy
Močiar, chráněné krajinné území

## Historie
První písemná zmínka o obci pochází z roku 1248. Původně samostatná obec byla 1. května 1976 připojena k městu Košice.

## Politika

### Zastupitelstvo
Má 7 poslanců.

### Obyvatelstvo
Velkou většinou slovenské národnosti a katolického vyznání.

## Kultura a zajímavosti

### Stavby

#### Památky
- Kostel sv. Jana Křtitele

## Hospodářství a infrastruktura

### Doprava
Městská hromadná doprava (linka č. 12), Košický integrovaný dopravní systém, zastávka SAD

### Důležité firmy
- Stavební společnost SVIP s.r.o.,
- Hotel Bonaparte ****
- San Trade s. r. o. – výroba a prodej trapézových plechů, prodej karavanů

### Školství
Mateřská školka s 1 třídou